# 张江树
张江树（1898年6月15日—1989年10月8日），又名雪帆，男，江苏常熟人，中国物理化学家，教育家，政治人物，中国物理化学的先驱。华东理工大学和中国化学会的创始人。曾担任上海市人民委员会第一至五届委员。

## 生平
1910年，张江树就读于上海龙门师范学校，1914年毕业后考入南京高等师范学校（後改為國立東南大學、中央大學、南京大學）数学理化部，1918年毕业留校任化学助教。1923年赴美国留学，先在美国加州大学学化学，1924年又入哈佛大学。
1926年回国，先后在光华大学、中山大学、中央大学等校任教授。1932年起担任武汉大学化学系教授，曾任中央大学化学系主任、理学院院长。1945年，撰写中国第一本物理化学教材《理论化学实验》。1949年（一说1951年），加入中国民主同盟，曾担任民盟中央委员。中央大学改名南京大学后，任南京大学理学院院长、教务长。1952年，以南京大学工学院为基础创建南京工学院，任筹备委员会主任委员，兼任江苏省人民政府委员。1952年10月，中央人民政府任命其担任中国第一所高等化工院校华东化工学院院长，兼任上海市人民政府委员。1956年，张江树加入中国共产党。
张江树在“文化大革命”期间受到严重迫害。1978年复任上海化工学院院长。1981年自华东化工学院退休，担任名誉院长。1989年10月在上海逝世。

## 社会兼职
曾长期担任全国高等工科院校化学教材编审委员会主任和《辞海》化学分科主编。